# Белостоцкий, Анатолий Ефимович

Памятник на могиле А. Белостоцкого и О. Супрун на Байковом кладбище

Анато́лий Ефи́мович Белосто́цкий (15 сентября 1921, Одесса — 22 июля 1993, Киев) — советский скульптор, Народный художник УССР (1974).

## Биография
Родился 15 сентября 1921 года. С 1943 года состоял в КПСС.
Создал ряд работ, посвящённых Т. Г. Шевченко:
- 1948 — Фигура Т. Г. Шевченко (гипс; в соавторстве с О. Супрун)
- 1948 — «Т. Г. Шевченко» (оргстекло; в соавторстве с В. Бородаем и О. Супрун)
- 1961 — «Мені тринадцятий минало…» (дерево)
- 1966 — памятник Шевченко в Одессе (бронза, гранит; в соавторстве с О. Супрун, архитектор Г. Топуз).

## Изображения

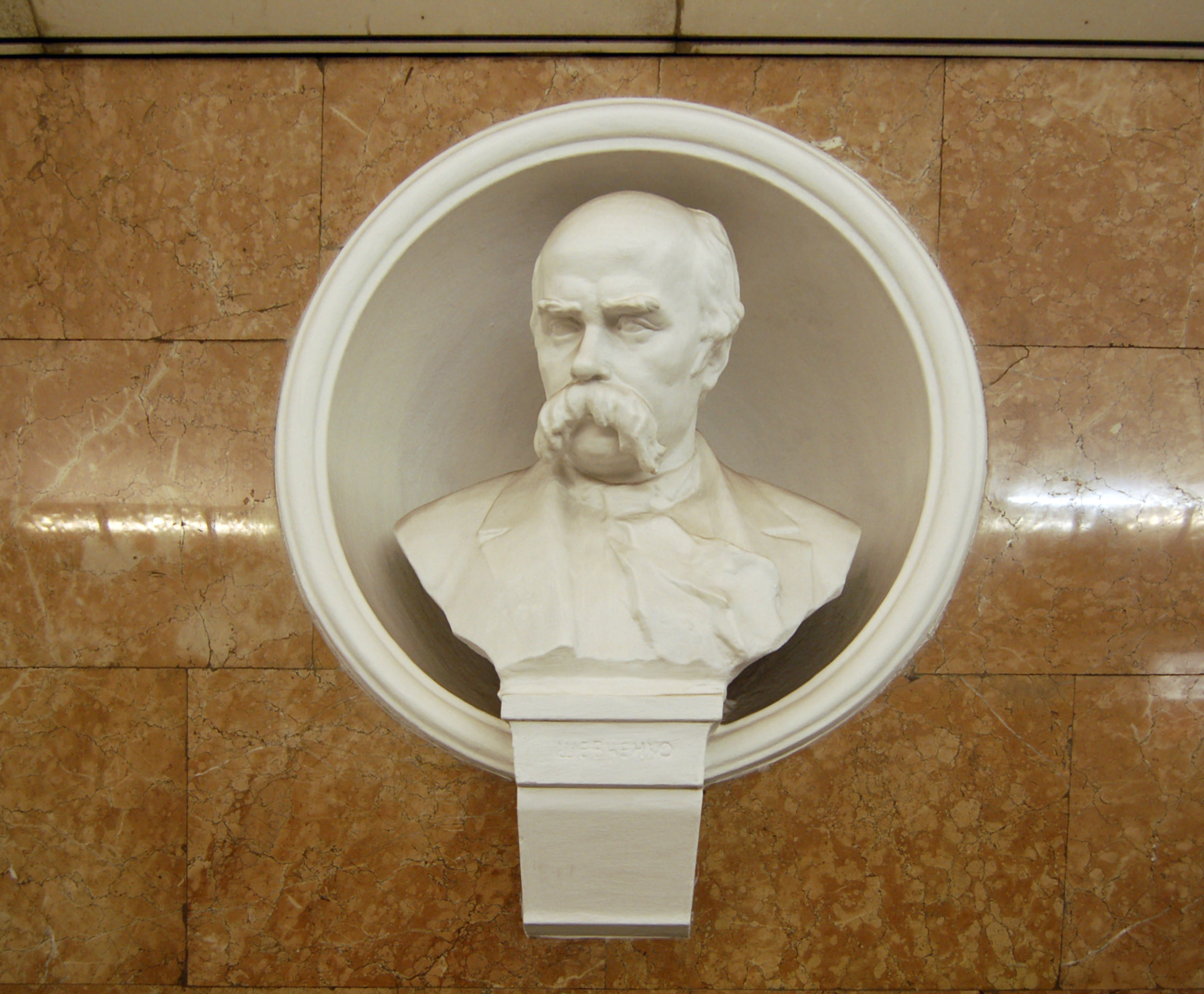
Бюст Тараса Шевченко на станции метро «Университет» в Киеве (1960)

## Семья
- Отец — Ефим Исаевич Белостоцкий (1893—1961) — советский скульптор
- Жена — Оксана Александровна Супрун (1924—1990) — советский скульптор.